# Henrique II, o Piedoso
Henrique II (entre 1197 e 1207 - Wahlstatt, 9 de Abril de 1241), cognominado o Piedoso, foi Rei da Polónia , Duque da Baixa Silésia e duque de Breslávia.
Era o terceiro filho do rei Henrique I da Polónia e de Santa Edviges da Silésia, filha de Bertoldo IV de Merânia. 
Após a invasão dos tártaros em 1241, ele foi derrotado na batalha de Wahlstatt, onde foi morto. Após a sua morte, a Baixa Silésia partiu-se em vários principados e ducados que foram divididos pelos filhos.

## Casamento e descendência

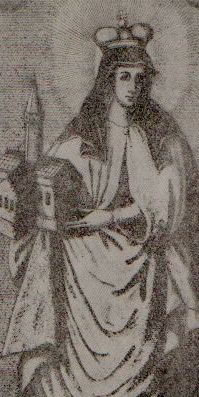
Pormenor de uma representação que representa Ana da Boémia, esposa de Henrique II.

Em 1216 Henrique casou-se com Ana da Boémia, filha do rei Otacar I da Boémia. Os seus filhos foram:
- Boleslau II (-1278)
- Mieszko de Lubusz (-1242)
- Henrique III (-1266)
- Gertrude (-1244), casou-se com Boleslau I da Masóvia (1208-1248)
- Constança, casou-se com Casimiro I de Kuyavia (-1267)
- Isabel (-1265), em 1244 casou-se com Przemysl I da Polónia, em Gniezno (1257)
- Conrado I de Glogau
- Inês, abadessa de Trebnitz
- Ladislau (-1270), bispo de Bamberg, arcebispo de Salzburgo,
- Edviges (-1318), abadessa de Trebnitz.